# Armando Cavaliere
Armando Cavaliere (Chiusano di San Domenico, 18 febbraio 1943 – Napoli, 10 agosto 2024) è stato un attore italiano.

## Biografia
Iniziò l'attività artistica a 18 anni come generico in numerosi film: Le quattro giornate di Napoli, Caccia alla volpe, Una lacrima sul viso, Il giudizio universale, Ieri, oggi, domani, I vincitori e in alcuni western all'italiana. Nel 1965 si diplomò presso il Centro sperimentale di cinematografia di Roma. Fece qualche esperienza come animalaro, collaborando con Pino Serpe ai film I sentieri dell'odio e Il tormento e l'estasi.
Partecipò ad una lunga serie programmi televisivi in Rai (sceneggiati, programmi per i bambini, trasmissioni leggere e radiofoniche), fra cui Delitto e castigo, Luisa San Felice, I legionari dello spazio, Panorama della nazione, Cicerenella, Relazione di mare, I decabristi, Abramo Lincoln, I ragazzi di padre Tobia, La fine del regno, I tre operai.
Alternò l'attività televisiva a quella teatrale partecipando a Gli spregiudicati, Rivoluzione alla sudamericana, Caleidoscopio, Viva Courteline, atti unici di Anton Cecov, In alto mare, Teatro americano moderno, La tigre, Il calapranzi, Viva gli sposi, La commedia della pignata, Zoo story, Napolitudine, I giorni dell'ira, Capitan Fracassa, Napoli immobile. All'avvento delle prime emittenti televisive private collaborò con Telenapoli come attore protagonista in varie riduzioni televisive di spettacoli teatrali, tra cui Angel street e Mutatis mutandi. Prese parte anche a diversi spot pubblicitari come Il medicano e Saeco magic.
Nel 1976 partecipò allo spettacolo Masaniello con la regia di Armando Pugliese, musiche di Roberto De Simone e scene di Bruno Garofalo, spettacolo che rappresentò l'Italia al festival internazionale di Edimburgo. Nel 1978, sempre in qualità di attore, prese parte all'opera Manon di Massenet al Teatro San Carlo di Napoli. Ancora nel 1978, sempre come protagonista, prese parte alla tragicommedia Arrivederci Kappler. Alla fine del 1978 entrò al Teatro San Carlo di Napoli come artista del coro. Vi lavorò in pianta stabile fino al 2003, partecipando ad oltre 150 spettacoli teatrali, tra opere e concerti, e numerosi spettacoli in Francia, Germania, Svizzera e Grecia. Qui, nel 2001, presso l'antico teatro di Epidauro, prese parte agli spettacoli Edipus Rex e Persefon, con la partecipazione di Gérard Depardieu e Isabella Rossellini.
Dal 1999, sempre in qualità di protagonista e anche di scrittore e sceneggiatore, prese parte a diversi cortometraggi, presentati a varie rassegne nazionali: Dio vede e provvede... o no?, La vera storia di cappuccetto rosso, Herman, La tigre - Trent'anni dopo.
Dal febbraio 2003 partecipò a un'ottantina di spettacoli tra recital, concerti misti a prosa e musica leggera. Sempre dal 2003 iniziò a insegnare arte scenica, recitazione, canto e fiatazione in due scuole di teatro private e collaborò a laboratori teatrali nella regione. Nel settembre 2013 iniziò a dirigere i corsi gratuiti del laboratorio teatrale S. Giovanni a Napoli.